# The Hundred in the Hands
The Hundred in the Hands (manchmal abgekürzt als THITH) ist ein 2008 in Brooklyn, New York, gegründetes US-amerikanisches Elektropop-Duo. Die Band besteht aus Eleanore Everdell (Gesang und Keyboard) und Jason Friedman (Gitarre und Produktion). Der Bandname leitet sich von der Bezeichnung der Lakota für die Schlacht der 100 Toten während des Red-Cloud-Kriegs in Wyoming ab, in der Crazy Horse seine Krieger zum Sieg führte und fast 100 getötete Feinde zurückließ.
Die Band vermischt Synthpop mit Post-Punk- und Dream-Pop-Elementen. Ihr Stil wurde von Künstlern und Bands wie Young Marble Giants, Wire, New Order, The Cure, De La Soul, Buddy Holly, Broadcast, Gang Gang Dance und LCD Soundsystem beeinflusst.

## Werdegang
Jason Friedman absolvierte ein Studium an einer Kunsthochschule in New York City. Vor seiner Zeit bei THITH war er Gitarrist, Sänger und Songwriter in der Indie-Rock-Band The Boggs. Eleanore Everdell studierte Operngesang an einer Hochschule für klassische Musik. 2007 lernten sich Everdell und Friedman über die Sängerin Holly Miranda kennen. Daraufhin wurde Everdell Tourmitglied bei The Boggs. Die Entscheidung, eine eigene Band zu gründen, fiel, nachdem die beiden entdeckten, dass sie in vielen Genres wie Hip-Hop, French House, Disco, Ska, Dub und Post-Punk ihren Musikgeschmack teilten.
Im Dezember 2008 veröffentlichten THITH den Song „Dressed in Dresden“ online. Aufgrund des Erfolgs der erneuten Veröffentlichung als Single „Dressed in Dresden“/„Undressed in Dresden“ beim Label Pure Groove im März 2009 wurde die Band im August 2009 bei Warp Records, das Friedman an der Spitze seiner Liste an Wunschlabels verortet, unter Vertrag genommen. Dort wurde Dressed in Dresden am 5. April 2009 erneut herausgegeben. 2010 wurde das Stück auch im britischen Fernsehdrama Skins – Hautnah verwendet.
Im Mai 2010 erschien die Debüt-EP This Desert, gefolgt von den Singles Pigeons im September und Commotion/Aggravation im November. Ihr erstes Album The Hundreds in the Hands wurde am 20. September von Warp Records veröffentlicht. Es erhielt hauptsächlich positive Kritiken und erreichte einen Metascore von 74, basiert auf 13 Bewertungen. Der Titel Pigeons wurde in der fünften Staffel der Serie Gossip Girl verwendet.
Im Januar 2011 wurde die Band für die jährlich vergebenen Independent Music Awards in den Kategorien Pop/Rock für ihr Debüt-Album und Music Video, Short Form für ihr Video zu Pigeons nominiert.
Das zweite Album Red Night erschien am 11. Juni 2012 bei Warp Records.
Das Duo unterhält das Online-Magazin THITH ZINE, in dem sie über Bands, Künstler und Designer berichten, die ihnen gefallen und Interviews mit ihnen führen.
Das dritte Album Love in the Black Stack erschien am 15. Juni 2017 bei New Ancestors, einem Label, das von der Band selbst gegründet wurde.

## Diskographie

### Alben
- The Hundred in the Hands (2010)
- Red Night (2012)
- Love in the Black Stack (2017)

### EPs
- This Desert (2010)

### Singles
- „Dressed in Dresden“ (2008)
- „Dressed in Dresden“/„Undressed in Dresden“ (2009)
- „Pigeons“ (2010)
- „Commotion“/„Aggravation“ (2010)

### Musikvideos
- „Tom Tom“ (directed by Ben Crook)
- „Pigeons“ (directed by Daniels)
- „Commotion“ (directed by Daniels)